# بيتر تشيك
بيتر تشيك (بالتشيكية: Petr Čech) هو لاعب كرة قدم تشيكي محترف لديه حاليًا دور مستشار تقني / أداء وحارس مرمى طارئ لنادي تشيلسي الإنجليزي. كما لعب هوكي الجليد بشكل شبه محترف كحارس مرمى لفريق جيلفورد فينيكس. وصفه العديد من اللاعبين والنقاد والمدربين بأنه أحد أعظم حراس المرمى في التاريخ، يُقال إنه، بجانب بيتر شمايكل، يُعد أعظم حارس مرمى في تاريخ الدوري الإنجليزي الممتاز.
بدأ تشيك مسيرته الكروية في خميل بلشاني في 1999، حيث لعب بشكل متقطع لمدة موسمين قبل الانتقال إلى سبارتا براغ في 2001. في سن 19، أصبح أصبح تشيك يشارك مع الفريق الأول بشكل منتظم، وموسمه الوحيد مع النادي جعله يسجل رقم قياسي في الدوري بعدم استقباله لأي هدف في 903 دقيقة. أدى ذلك إلى انتقاله الأول إلى الخارج، عندما انتقل إلى فرنسا للانضمام إلى رين في الدوري الفرنسي مقابل رسوم قدرها 5.5 مليون يورو (3.9 مليون جنيه إسترليني) في عام 2002.
في فرنسا، لعب تشيك دور البطولة في فريق كان أداءه ضعيفًا، وكان انتقاله برقم قياسي للنادي في ذلك الوقت لحارس مرمى عندما انتقل إلى تشيلسي في الدوري الإنجليزي الممتاز مقابل رسوم قدرها 7 ملايين جنيه إسترليني (9.8 مليون يورو) في عام 2004. منذ 11 عامًا من ارتباطه بالنادي، لعب تشيك 494 مباراة، مما جعله أكثر لاعب أجنبي مشاركة مع النادي، والسادس على الإطلاق. كما ساعد النادي على الفوز بأربعة ألقاب في الدوري الإنجليزي، وأربعة في كأس الاتحاد الإنجليزي، وثلاثة كأس الرابطة، ولقب واحد في دوري أبطال أوروبا، ولقب واحد في الدوري الأوروبي. تشيك يحمل أيضًا الرقم القياسي المسجل في تشيلسي من حيث نظافة الشباك النظيفة برصيد 228. غادر تشيك تشيلسي في عام 2015 لينضم إلى غريمه أرسنال مقابل رسوم قدرها 10 ملايين جنيه إسترليني، حيث فاز بكأس الاتحاد الإنجليزي مرة أخرى قبل اعتزاله في 2019.
تشيكي دولي، ظهر لأول مرة مع التشيك في عام 2002، وهو اللاعب الأكثر مشاركة في تاريخ المنتخب التشيكي، حيث خاض 124 مباراة دولية. مثّل منتخب بلاده في نهائيات كأس العالم 2006، بالإضافة إلى بطولة أمم أوروبا 2004 و2008 و2012 و2016. تم التصويت له في فريق كل النجوم في بطولة أمم أوروبا 2004 بعد مساعدة التشيك في الوصول إلى الدور نصف النهائي، وكان قائد للمنتخب، قبل اعتزاله الدولي في عام 2016. تشيك يحمل أيضًا الرقم القياسي لجائزتي أفضل لاعب كرة قدم تشيكي في العام والكرة الذهبية التشيكية.
يمتلك تشيك عددًا من الأرقام القياسية في حراسة المرمى، بما في ذلك الرقم القياسي في الدوري الإنجليزي الممتاز لأقل عدد من المباريات المطلوبة للوصول إلى 100 مباراة حافظ فيها على شباكه، بعد أن فعل ذلك في 180 مباراة، وهو صاحب أكثر عدد نظافة شباك في الموسم (24)، بالإضافة إلى الرقم القياسي لكونه أكثر حارس حافظ على نظافة شباكه في تاريخ الدوري الإنجليزي الممتاز (202). تشيك هو أيضًا هو حارس المرمى الوحيد الذي فاز بلقب القفاز الذهبي في الدوري الإنجليزي الممتاز مع فريقين مختلفين، وهو صاحب الرقم القياسي كأكثر من فاز بها برقم مشترك، أربع مرات؛ في المواسم 2004–05 و2009–10 و2013–14 و2015–16. فاز بجائزة أفضل حارس من الاتحاد الدولي لتاريخ وإحصاءات كرة القدم في 2005، وحصل على جائزة أفضل حارس مرمى في نسخ 2004–05 و2006–07 و2007–08 من دوري أبطال أوروبا، وحافظ على نظافة شباكه لمدة 1025 دقيقة في موسم 2004–05، وهو رقم قياسي في البطولة. وهو صاحب أكثر شباك نظيفة منذ عام 2000 بين جميع حراس المرمى.

## مسيرته الكروية

### مسيرته المبكرة
بدأ تشيك في لعب كرة القدم في سن السابعة مع شكودا بلزن (المعروف لاحقًا باسم فيكتوريا بلزن). في أيامه الأولى، لعب كمهاجم، على الرغم من انتقاله إلى مركز حارس المرمى بعد كسر ساقه في سن العاشرة. انضم تشيك إلى فريق خميل بلشاني في الدوري التشيكي في يونيو 1999 وشارك لأول مرة في الدوري بسن 17 في أكتوبر 1999، في خسارة 3–1 أمام سبارتا.
وقع تشيك عقدًا لمدة 5 سنوات ونصف مع سبارتا براغ في سن 18 في يناير 2001، على الرغم من أنه ظل في بلشاني حتى نهاية موسم 2000–01. في نوفمبر 2001، حطم تشيك الرقم القياسي الذي كان يحمله سابقاً ثيودور رايمان لأطول فترة محافظة على الشباك دون أن تهتز في الدوري التشيكي للمحترفين، حيث امتد إلى 855 دقيقة. رقم شباكه النظيفة كُسر أخيرًا عندما تلقى هدف من مارسيل ميليكو من بوهيميانز في 17 نوفمبر 2001، منهياً رقمه القياسي عند 903 دقيقة متتالية دون أن تهتز شباكه.
على الرغم من عدم فوز تيك بلقب الدوري في ربيع 2002 مع سبارتا، فقد جذب اهتمام الأندية الإنجليزية بما في ذلك أرسنال بسبب أدائه الدولي. بسبب الصعوبات في الحصول على تصريح عمل، فشلت صفقة مقترحة مع القنرز.

### رين
في يوليو 2002، انتقل تشيك إلى نادي رين الفرنسي، ووقع عقدًا مدته أربع سنوات مقابل رسوم نقل تبلغ قيمتها 150 مليون كرونة تشيكية (5.5 مليون يورو).
خلال موسمه الأول في فرنسا، حصل على جائزة رجل المباراة ضد باريس سان جيرمان من قبل ليكيب. في مايو 2003، كان رين في قاع جدول الدوري، لكنه أفلت من الهبوط بفوزه على مونبلييه في الجولة الأخيرة.

### تشيلسي
تقدم تشيلسي بعرض انتقال لتشيك في يناير 2004 والذي تم رفضه. ومع ذلك، وافق رين في فبراير على انتقال تشيك إلى تشيلسي مقابل 7 ملايين جنيه إسترليني. وقع تشيك عقدًا مدته خمس سنوات، يبدأ في يوليو 2004، ليصبح أغلى حارس مرمى في تاريخ تشيلسي في ذلك الوقت. كان تشيك واحدًا من العديد من انتقالات الأندية البريطانية التي تم تسليط الضوء عليها في تحقيق فساد كرة القدم عام 2006 لكونه ينتهك لوائح الانتقالات. تقرير ستيفنز الاستقصائي، الذي نُشر في يونيو 2007، ولم يجدوا دليلاً على مدفوعات غير قانونية.

#### 2004–06: القفاز الذهبي، والفوز المتتالي بالدوري الإنجليزي

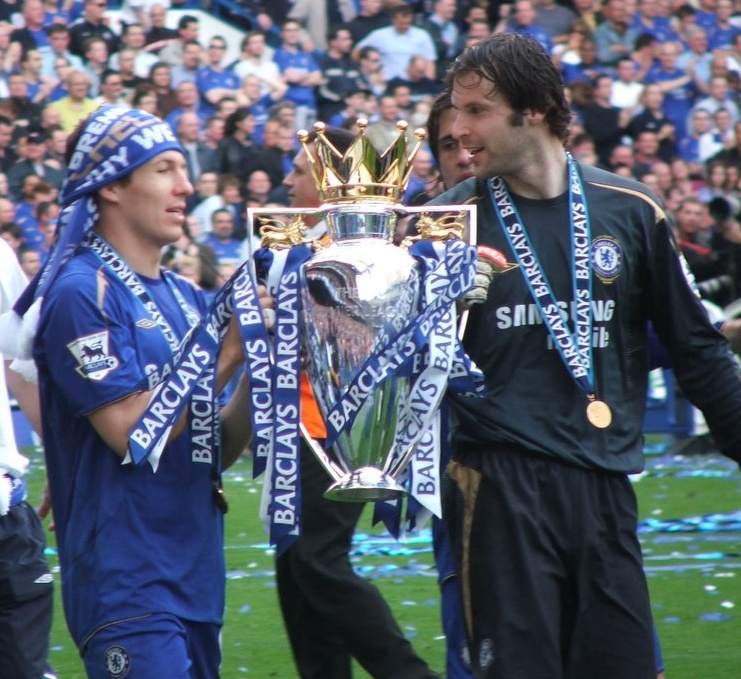
احتفل تشيك وآريين روبن بلقبهما الثاني في الدوري الإنجليزي الممتاز في عام 2006

عندما وصل تشيك إلى تشيلسي، كان كارلو كوديتشيني قد حجز بالفعل مكانه الأساسي في مركز حراسة المرمى مع تشيلسي. ومع ذلك، عانى كوديتشيني من إصابة في المرفق تحضيرات ما قبل الموسم سمحت لمدرب تشيلسي جوزيه مورينيو بترقية تشيك إلى المركز الأساسي، حيث أصبح حارس المرمى الأول في موسمه الأول. حافظ على شباكه نظيفة في أول مشاركة له في الدوري الإنجليزي الممتاز بفوزه 1–0 على مانشستر يونايتد. في 5 مارس 2005، سجل تشيك رقماً قياسياً جديداً في الدوري الإنجليزي الممتاز بلغ 1،025 دقيقة دون أن يتلقى أي هدف، على الرغم من كسر رقمه القياسي في وقت لاحق من قبل حارس مانشستر يونايتد أدوين فان در سار. أخيرًا اهتزت شباك تشيك من ليون مكينزي الذي كان يلعب مع نورويتش سيتي، بعد أن حافظ على شباكه نظيفة في الدوري منذ 12 ديسمبر 2004 عندما سجل في مرماه تييري هنري مع أرسنال. حصل تشيك على جائزة خاصة من الدوري الإنجليزي الممتاز لتسجيله رقمًا قياسيًا جديدًا، كما حصل أيضًا على القفاز الذهبي في الدوري الإنجليزي الممتاز في نهاية موسم 2004–05 لحفاظه على شباكه نظيفة لـ21 مباراة في الدوري الإنجليزي الممتاز.
احتفظ تشيلسي بلقب الدوري الإنجليزي الممتاز في موسم 2005–06، حيث لعب تشيك في 34 مباراة بالدوري. تلقى تشيلسي 22 هدف فقط خلال الموسم. في يناير 2006، حصل على جائزة أفضل حارس من الاتحاد الدولي لتاريخ وإحصاءات كرة القدم لعام 2005. في فبراير 2006، وقع تشيك عقدًا ممتدًا لمدة عامين، يبقيه في النادي حتى عام 2010. كما حصل على جائزة أفضل لاعب كرة قدم تشيكي للمرة الأولى.
خضع تشيك لعملية جراحية بسيطة في الكتف في 27 يونيو 2006 لإصلاح إصابة طويلة الأمد ناجمة عن الموسم السابق. عاد إلى اللعب في 27 أغسطس 2006.

#### إصابة الرأس
تعرض تشيك لإصابة في الرأس في المباراة ضد ريدينغ على ملعب مادجستيك في 14 أكتوبر 2006 عندما اصطدم بلاعب خط وسط ريدينغ ستيفن هانت داخل منطقة جزاء تشيلسي خلال الدقيقة الأولى من مباراة الدوري الإنجليزي. ضربت ركبة هانت اليمنى برأس تشيك، مما جعل حارس المرمى يحتاج إلى العلاج. تم إخراج تشيك بعد عدة دقائق واستبداله بكارلو كوديتشيني، الذي فقد وعيه في وقت لاحق في نفس المباراة، مما اضطر جون تيري قائد تشيلسي للعب في مركز حراسة المرمى في الدقائق المتبقية من المباراة. خضع تشيك لعملية جراحية لتعرضه لكسر في الجمجمة. في البداية لم يكونوا مدركين لخطورة الإصابة، أفاد الأطباء لاحقًا أنها كادت أن تكلف حياته، ونتيجة للحادثة، عانى من صداع شديد. فاز تشيلسي بالمباراة 1–0.
ألقى جوزيه مورينيو، مدرب تشيلسي، باللوم على هانت في إصابة تشيك، قائلاً إن التحدي الذي يواجهه كان «وصمة عار». كما انتقد خدمة الصحة الوطنية وحكم المباراة مايك رايلي. رأى عدد من المعلقين، بما في ذلك حراس المرمى الحاليين والسابقين، أن الحادث سلطت الضوء على الحاجة إلى حماية أكبر لحراس المرمى.
تمكن تشيك من العودة إلى النادي في 24 أكتوبر 2006 وشارك في تدريب خفيف في الأسبوع التالي. ومع ذلك، أعلن تشيلسي أن حارس المرمى سيغيب لمدة ثلاثة أشهر، تماشيًا مع المشورة الطبية بشأن الوقت اللازم للتعافي الكامل من كسر الجمجمة. في مقابلة، قال تشيك إنه لا يتذكر الإصابة نفسها.

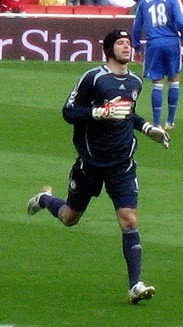
تشيك يلعب مع تشيلسي في 2007

#### العودة
عاد تشيك في مباراة الدوري الإنجليزي الممتاز بعد هزيمته 2–0 أمام ليفربول في 20 يناير 2007، مرتديًا واقي رأس على طراز الرغبي من صنع كانتربري النيوزيلندي ويحمل شعار الشركة المصنعة. تسبب هذا في خلاف مع بوما راعي المنتخب التشيكي وشركة أديداس لتصنيع الملابس الراعي لتشيلسي. تم حل المشكلة بعد أن طور الراعي الأخير غطاء رأس خاص به لـ تشيك لارتدائه في مباريات الأندية، بينما استمر اللاعب في ارتداء قبعة بدون شعار في مباريات المنتخب الوطني. حتى بعد فترة طويلة من شفاء إصاباته تمامًا، استمر تشيك في ارتداء قبعة الرأس في مبارياته.[بحاجة لمصدر]
على الرغم من خسارة تشيلسي لمباراة عودة تشيك، فقد حقق بعد ذلك لما يقرب من 810 دقيقة من لعب الدوري الإنجليزي الممتاز دون أن تستقبل شباكه أي هدف. في 11 أبريل 2007، حصل تشيك على جائزة لاعب الشهر في الدوري الإنجليزي الممتاز للمرة الأولى في مسيرته، تقديراً لنظافة شباكه في ثماني مباريات متتالية في الدوري. كان أول حارس مرمى يحصل على الجائزة منذ تيم فلاورز في عام 2000. انتهت هذ السلسلة خلال فوز تشيلسي 4–1 على وست هام يونايتد في 18 أبريل 2007 عندما سجل كارلوس تيفيز في شباكه.[بحاجة لمصدر]
حافظ تشيك أيضًا على نظافة شباكه مع تشيلسي في نهائي كأس الاتحاد الإنجليزي ضد مانشستر يونايتد. تقاسم هو وأدوين فان در سار شرف كونهما أول حراس مرمى يحافظون على نظافة شباكهم لأكثر من 90 دقيقة في مباراة تنافسية على ملعب ويمبلي الجديد، لكن تشيك أصبح أول حارس مرمى ينهي مباراة تنافسية دون هزيمة، حيث فاز تشيلسي على يونايتد 1–0 ليحقق كأس الاتحاد الإنجليزي.

#### 2007–09: نهائيات دوري أبطال أوروبا، والفوز بكأس الاتحاد الإنجليزي

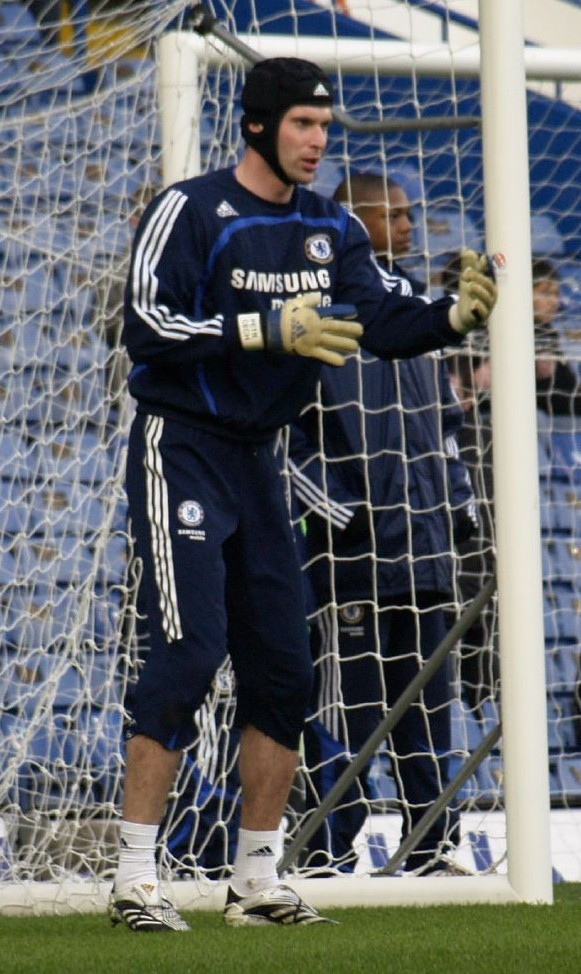
تدريب تشيك مع تشيلسي في 2008

بدأ تشيك موسم 2007–08 بتلقى هدفين ضد برمنغهام سيتي في المباراة الأولى لهذا الموسم. على الرغم من ذلك، تمكن تشيلسي من الفوز 3–2 وحققوا رقما قياسيا في إنجلترا لوصولهم إلى 64 على التوالي دون هزيمة على أرضهم في الدوري.
في نوفمبر 2007، تعرض تشيك لإصابة في عضلة ربلة الساق اليمنى في مباراة دور المجموعات بدوري أبطال أوروبا 0–0 ضد شالكه. في الشهر التالي، في 23 ديسمبر 2007، كان لا بد من استبداله خلال مباراة ضدبلاكبيرن روفرز بسبب إصابة في الفخذ.
عانى تشيلسي من أول ضربة قوية له عندما خسر نهائي كأس رابطة الأندية أمام توتنهام هوتسبير. لعب في عدة مباريات حتى أصيب في الكاحل أثناء التدريبات عشية مباراة تشيلسي في دوري أبطال أوروبا مع بطل اليونان أولمبياكوس. في الأسابيع التي تلت ذلك، غاب تشيك عن المباريات الرئيسية في موسم تشيلسي، بما في ذلك مباراة الديربي ضد أرسنال وكلا مباراتي ربع نهائي دوري أبطال أوروبا.[بحاجة لمصدر]
في 7 أبريل 2008، أُعلن أن تشيك قد خضع لعملية جراحية طارئة في الذقن والشفتين إثر اصطدام عرضي مع تال بن حاييم أثناء التدريب. كان لديه 50 غرزة على فمه وذقنه. عاد إلى الملاعب في 14 أبريل، في مباراة على أرضه ضد ويغان أتلتيك التي تعادل فيها تشيلسي 1–1. شارك في نهائي دوري أبطال أوروبا ضد مانشستر يونايتد، حيث خسر تشيلسي بركلات الترجيح.[بحاجة لمصدر]

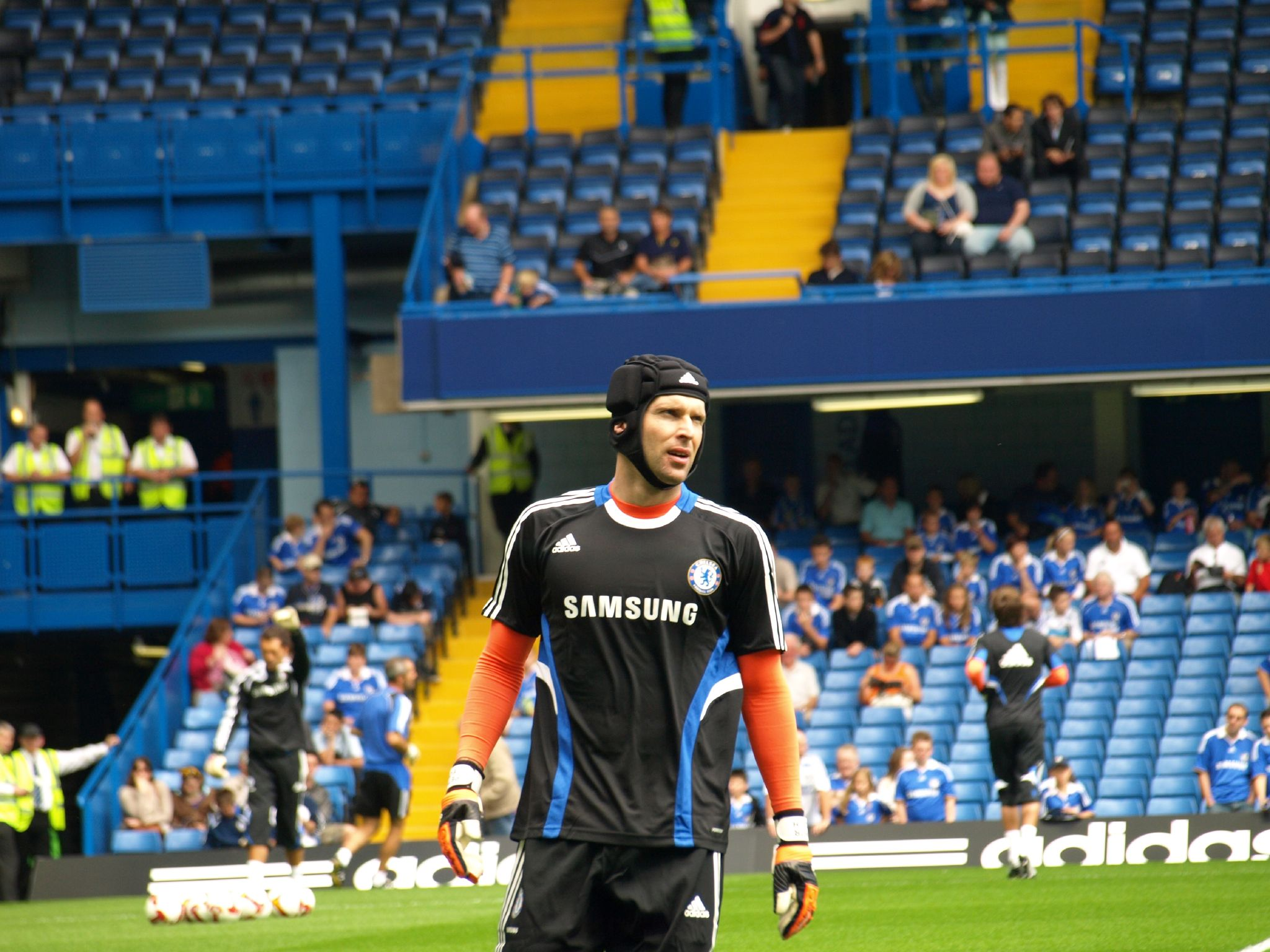
تشيك يتدرب مع تشيلسي قي 2008

وقع تشيك عقدًا جديدًا لمدة خمس سنوات في يوليو 2008 ليبقيه في تشيلسي حتى 2013. بدأ تشيلسي موسم 2008–09 في حالة جيدة، حيث تلقى 7 أهداف فقط في 17 مباراة وحافظ على نظافة شباكه في 11، 10 منها كان تشيك في هو الحارس.[بحاجة لمصدر]
في نوفمبر 2008، فاز تشيلسي على سندرلاند 5–0 على ستامفورد بريدج، وكان هذه هي المباراة رقم 100 التي لعبها تشيك مع تشيلسي دون أن تهتز شباكه. كان تشيلسي قد انتصر 1–0 على يوفنتوس في دوري أبطال أوروبا في مشاركته رقم 200 للنادي، كما لعب دور البطولة في الفوز 1–0 خارج أرضه على ملعب فيلا بارك ضد أستون فيلا. في الأسبوع التالي، ساعد تشيك تشيلسي في الصعود إلى المركز الثاني في الدوري ضد ويغان في ستامفورد بريدج، حيث فاز تشيلسي 2–1. حافظ على نظافة شباكه بشكل متتالي في انتصارات تشيلسي على بورتسموث وكوفنتري سيتي كما عزز مركز فريقه في الدوري الإنجليزي الممتاز بينما تقدم إلى نصف نهائي كأس الاتحاد الإنجليزي. كما تصدى تشيك لتسديدات من ديرك كويت وتشابي ألونسو عندما فاز تشيلسي على ليفربول 3–1 على ملعب أنفيلد في ذهاب ربع نهائي دوري أبطال أوروبا.[بحاجة لمصدر]
في المباراة الحاسمة في الدوري الإنجليزي الممتاز في أبريل 2009، مع تقدم تشيلسي بشكل مريح 4–0 ضد بولتون واندررز، اخرج مدرب تشيلسي غوس هيدينك كل من ديدييه دروغبا وفرانك لامبارد فقط ليسجل بولتون ثلاثة أهداف في وقت متأخر مما شكك في دفاع تشيلسي، وعلى وجه الخصوص تشيك. ومع ذلك، رد تشيك عندما تصدى لركلة جزاء من مارك نوبل في فوز تشيلسي 1–0 على ملعب بولين غراوند ضد وست هام يونايتد. كما حافظ على شباكه نظيفة في المباراة التالية ضد برشلونة خلال مباراة الذهاب في نصف نهائي دوري أبطال أوروبا. بعد الفوز 3–2 على سندرلاند في ملعب دا لوز، أنهى تشيك وتشيلسي الموسم بأقوى دفاع مشترك في الدوري الإنجليزي جنبًا إلى جنب مع مانشستر يونايتد، بعد أن استقبلت شباكه 24 هدفًا فقط على مدار الموسم. على الرغم من استقباله أسرع هدف في تاريخ نهائي كأس الاتحاد الإنجليزي، ساعد تشيك في فوز تشيلسي في نهائي كأس الاتحاد الإنجليزي 2009 على إيفرتون. فاز تشيلسي 2–1، ليحصل التشيك على لقبه السابع مع النادي.
واتهم لويس فيليبي سكولاري مدرب تشيلسي السابق تشيك ومايكل بالاك ودروغبا بالتسبب في إقالته، قائلا إنهم «لم يقبلوا أساليب تدريبي أو مطالبي». وقال سكولاري أيضًا إن الأمر نابع من خلاف بينه وبين حارس المرمى التشيكي بشأن إصرار الأخير المزعوم على منحه مدربًا شخصيًا. ونفى تشيك المزاعم التي قال إنه «محبط [سكولاري] لأنه لم يكن لدي في حياتي مدرب حراس مرمى شخصي».

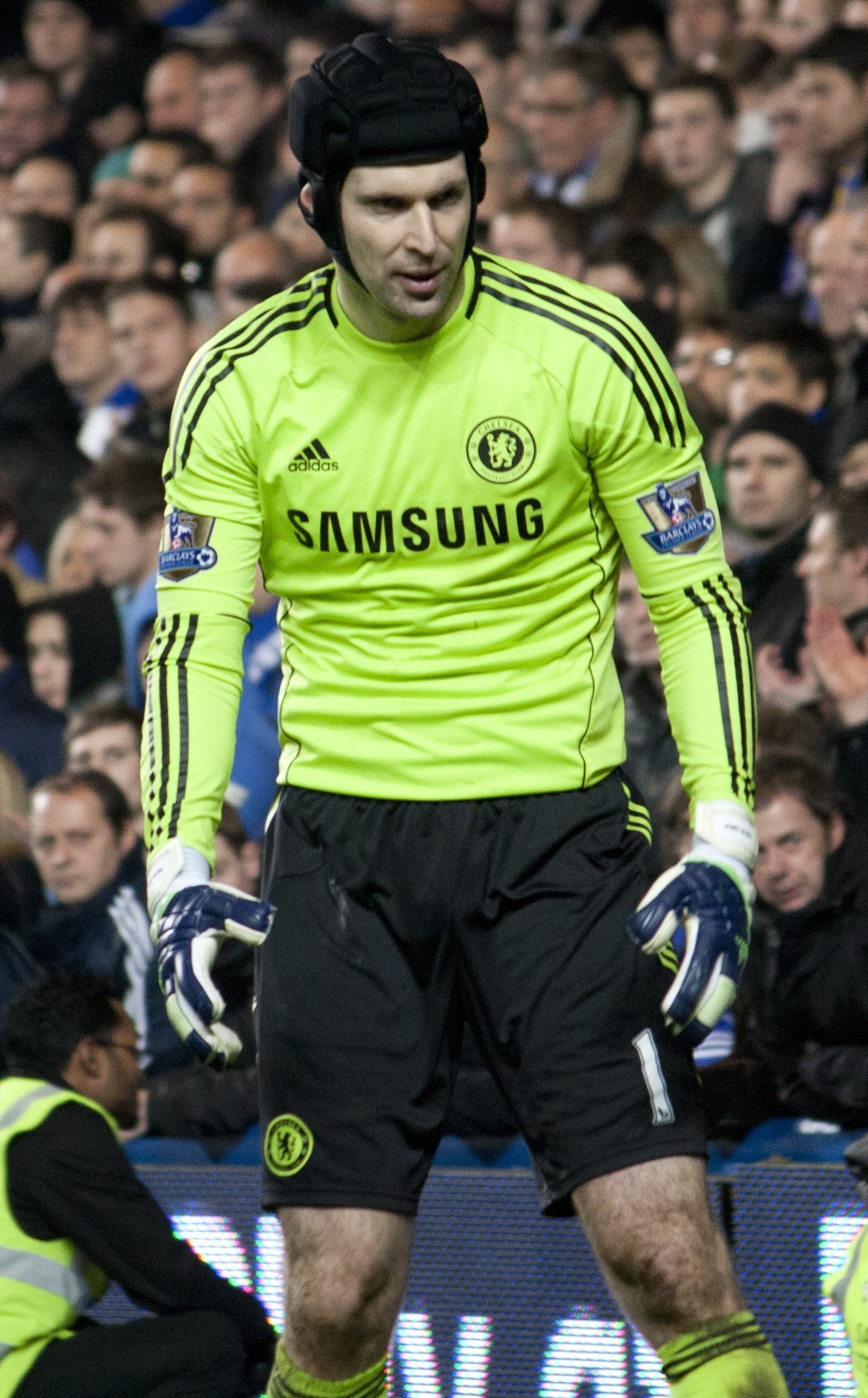
تشيك يلعب مع تشيلسي في 2010

#### 2009–10: الثنائية المحلية، وثاني قفاز ذهبي
بدأ تشيك موسم 2009–10 بالفوز مع تشيلسي، بفوزه على مانشستر يونايتد في درع الاتحاد الإنجليزي في ويمبلي. مع انتهى الوقت الأصلي بنتيجة 2–2، تصدى تشيك لركلات الجزاء من ريان غيغز وباتريس إيفرا. حافظ تشيك على هدف تشيلسي في سلسلة الانتصارات الست التي افتتحت موسمهم ووضعهم في صدارة الدوري الإنجليزي الممتاز. في 26 سبتمبر 2009، ومع ذلك، تم طرد تشيك وفي نفس الوقت اعترف بضربة جزاء الفوز لرحلة على مهاجم ويجان هوغو روداليجا، في الهزيمة التي كسرت الشوط وأخذت الصدارة في الدوري لمانشستر يونايتد. في 27 فبراير 2010، تعرض تشيك لإصابة في ربلة الساق في مباراة دوري أبطال أوروبا ضد إنتر ميلان. في 13 أبريل، حافظ تشيك على شباكه نظيفة للمباراة رقم 100 له في الدوري الممتاز مع تشيلسي، ضد بولتون. فاز بجائزة القفاز الذهبي الثانية له في الدوري الإنجليزي الممتاز، بعد أن حافظ على نظافة شباكه في 17 مباراة في الدوري الإنجليزي الممتاز حيث حقق تشيلسي لقبه ثالث. أنهى موسمه بتصدي ركلة جزاء من كيفن برينس بواتينغ ضد بورتسموث في نهائي كأس الاتحاد الإنجليزي، مما ضمن استمرار البلوز في الاحتفاظ بالكأس وتحقيق أول ثنائية محلية.

#### 2010–13: استمرار النجاح المحلي والأوروبي
خلال تحضيرات ما قبل الموسم 2010–11، تفاقمت إصابة ربلة الساق عند تشيك التي تعرض لها ضد إنتر الموسم السابق. كشفت عمليات المسح عن تمزق عضلي أبعده عن الملاعب للأسابيع الثلاثة المقبلة، بما في ذلك خسارة تشيلسي 3–1 أمام مانشستر يونايتد في درع الاتحاد الإنجليزي. عاد في 14 أغسطس وحافظ على شباكه نظيفة حيث فاز تشيلسي على وست بروميتش ألبيون 6–0. حافظ تشيك بعد ذلك على نظافة شباكه مرة أخرى في الفوز 2–0 على أرسنال، قبل أن يحافظ على شباكه نظيفة في التعادل 0–0 على ملعب فيلا بارك. في 7 مارس، شارك تشيك في مباراته 300 مع تشيلسي، ضد فريق الدوري الإنجليزي الممتاز بلاكبول، والذي فاز بها تشيلسي 3–1. في 19 مايو، حصل تشيك على جائزة أفضل لاعب في تشيلسي للمرة الأولى. صوّت له أكثر من 28،000 مشجع للجائزة، والتي سلمها له مدرب تشيلسي كارلو أنشيلوتي.

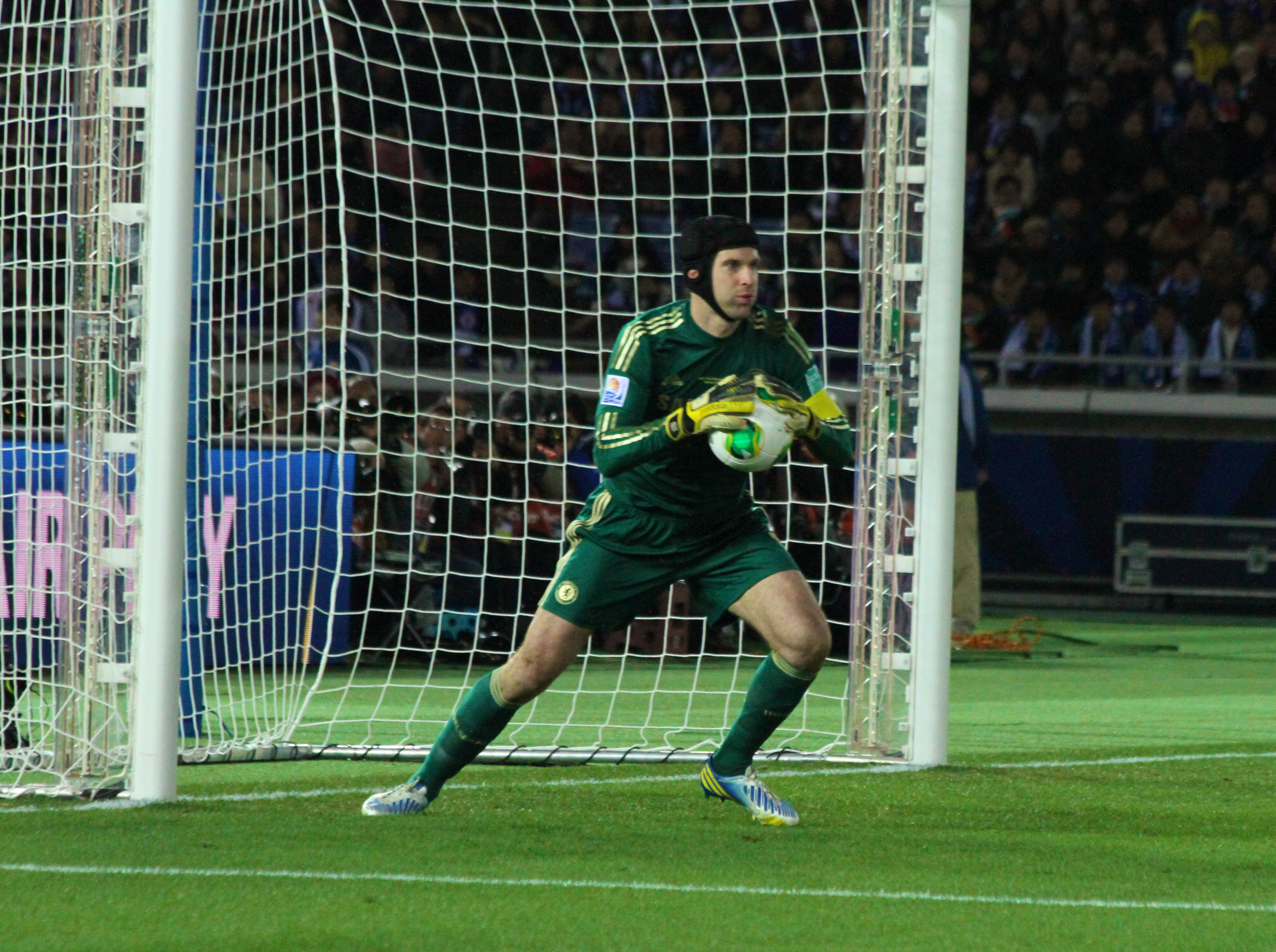
تشيك يلعب لتشيلسي في كأس العالم للأندية 2012

شارك تشيك في المباراة الافتتاحية لموسم تشيلسي بالدوري الإنجليزي الممتاز 2011–12 خارج أرضه أمام ستوك سيتي، والتي انتهت بالتعادل السلبي 0–0. في 18 أغسطس 2011، تم استبعاد تشيك لمدة تصل إلى أربعة أسابيع بعد تعرضه لإصابة في الركبة أثناء التدريبات. عاد بعد ثلاثة أسابيع ضد سندرلاند حيث فاز تشيلسي 2–1. حافظ على نظافة شباكه في أول مباراة لتشيلسي في دوري أبطال أوروبا لهذا الموسم في الفوز 2–0 على باير ليفركوزن. في 27 فبراير، تم الإعلان عن تشيك كأفضل لاعب كرة قدم تشيكي لعام 2011، ليفوز بالجائزة للمرة الخامسة. في 24 مارس، لعب تشيك مباراته رقم 250 في الدوري مع تشيلسي ضد توتنهام هوتسبير حيث انتهت بالتعادل 0–0 على ملعب ستامفورد بريدج. تصدى تشيك ركلة جزاء في الوقت الإضافي ضد زميله السابق آريين روبن، وركلتين في ركلات الترجيح اللاحقة، في نهائي دوري أبطال أوروبا 2012 ضد بايرن ميونخ مما أدى إلى فوز تشيلسي بأول بطولة دوري أبطال أوروبا في تاريخهم. تم اختيار تشيك كأفضل لاعب في المباراة بعد أدائه البطولي مع البلوز. بفوزه بدوري أبطال أوروبا، أصبح تشيك رابع تشيكي يفوز بالمسابقة. أنهى الموسم بتوقيع عقد جديد مدته أربع سنوات مع تشيلسي في مايو، يبقيه مع النادي حتى نهاية موسم 2015–16.
بدأ تشيك في أول مباراة لتشيلسي في موسم 2012–13، درع الاتحاد الإنجليزي ضد مانشستر سيتي، لكنه فشل في الحفاظ على شباكه نظيفة حيث خسر تشيلسي 3–2 بسبب أهداف من يحيى توريه وكارلوس تيفيز وسمير نصري. كما شارك في كأس السوبر الأوروبي الذي أقيم على ملعب لويس الثاني، حيث تلقى أربعة أهداف في خسارة تشيلسي 4–1 أمام بطل الدوري الأوروبي أتلتيكو مدريد. في أكتوبر 2012، أخذ تشيك شارة القيادة حيث تم إيقاف قائد تشيلسي الرئيسي جون تيري لمدة أربع مباريات.
في مايو 2013، فاز تشيك بالدوري الأوروبي عندما هزم تشيلسي بنفيكا 2–1 في النهائي.

#### 2013–15: القفاز الذهبي الثالث والمغادرة
في 19 أكتوبر 2013، لعب تشيك مباراته رقم 300 في الدوري الإنجليزي الممتاز مع تشيلسي، في الفوز 4–1 على أرضه أمام كارديف سيتي الصاعد حديثًا. في 11 يناير 2014، حافظ على نظافة شباكه رقم 209 مع تشيلسي في جميع المسابقات في الفوز 2–0 خارج أرضه على هال سيتي، كاسرًا على الرقم القياسي للنادي الذي كان يحمله بيتر بونيتي.
في 18 مارس 2014، شارك تشيك في مباراته رقم 100 في دوري أبطال أوروبا بفوزه 2–0 على غلطة سراي في ستامفورد بريدج. أصبح رابع حارس مرمى يصل لـ100 مباراة في البطولة في القرن الحادي والعشرون بعد إيكر كاسياس وفيكتور فالديز وأوليفر كان.
في 22 أبريل 2014، تم استبدال تشيك في مباراة الذهاب من نصف نهائي دوري أبطال أوروبا ضد أتلتيكو مدريد بسبب إصابة في الكتف. صرح مدرب تشيلسي جوزيه مورينيو أن الإصابة ستمنع تشيك من اللعب مرة أخرى في موسم 2013–14. على الرغم من الإصابة، أنهى تشيك الموسم باعتباره الفائز المشترك بجائزة القفاز الذهبي في الدوري الإنجليزي الممتاز جنبًا إلى جنب مع حارس مرمى أرسنال فويتشيك شتشيسني، وكلاهما حافظ على نظافة شباكه في 16 مباراة.
احتل تيبو كورتوا مكان تشيك كحارس مرمى تشيلسي الأساسي في بداية الموسم. ربما كان هذا بسبب مخاوف من إصابة طويلة في كتف وظهر وركبتي تشيك. في 24 سبتمبر 2014، ظهر تشيك لأول مرة في الموسم ضد بولتون في الجولة الثالثة من كأس الرابطة، بفوزه 2–1. كان أول ظهور له في الدوري هذا الموسم في 5 أكتوبر، ليحل محل كورتوا المصاب في الشوط الأول من الفوز 2–0 على أرضه ضد أرسنال. جاءت مشاركته الثانية كأساسي للموسم في مرحلة المجموعات بدوري أبطال أوروبا ضد ماريبور السلوفيني، وحافظ على نظافة شباكه حيث فاز تشيلسي 6–0. مع إصابة كورتوا، لعب تشيك أول مباراة له كأساسي في الدوري هذا الموسم في 13 ديسمبر ضد هال سيتي، وحافظ على نظافة شباكه في الفوز 2–0.
على الرغم من كونه الخيار الثاني، ذكر مورينيو أن تشيك لن يتم بيعه في فترة انتقالات يناير 2015 بسبب رحيل الحارس الثالث مارك شوارزر إلى ليستر سيتي. خلال ذلك الشهر، عاد تشيك إلى المشاركة كأساسي في الدوري الإنجليزي الممتاز ضد نيوكاسل يونايتد على أرضه، تلاه سوانزي سيتي خارج أرضه، وحافظ على نظافة شباكه في كلا الانتصارين. في 1 مارس 2015، شارك تشيك كأساسي في نهائي كأس رابطة الأندية 2015 ضد توتنهام هوتسبير، وحافظ على شباكه نظيفة في الفوز 2–0 ليفوز باللقب للمرة الثالثة في مسيرته.

### أرسنال

#### 2015–16: رابع قفاز ذهبي، ووصيف الدوري

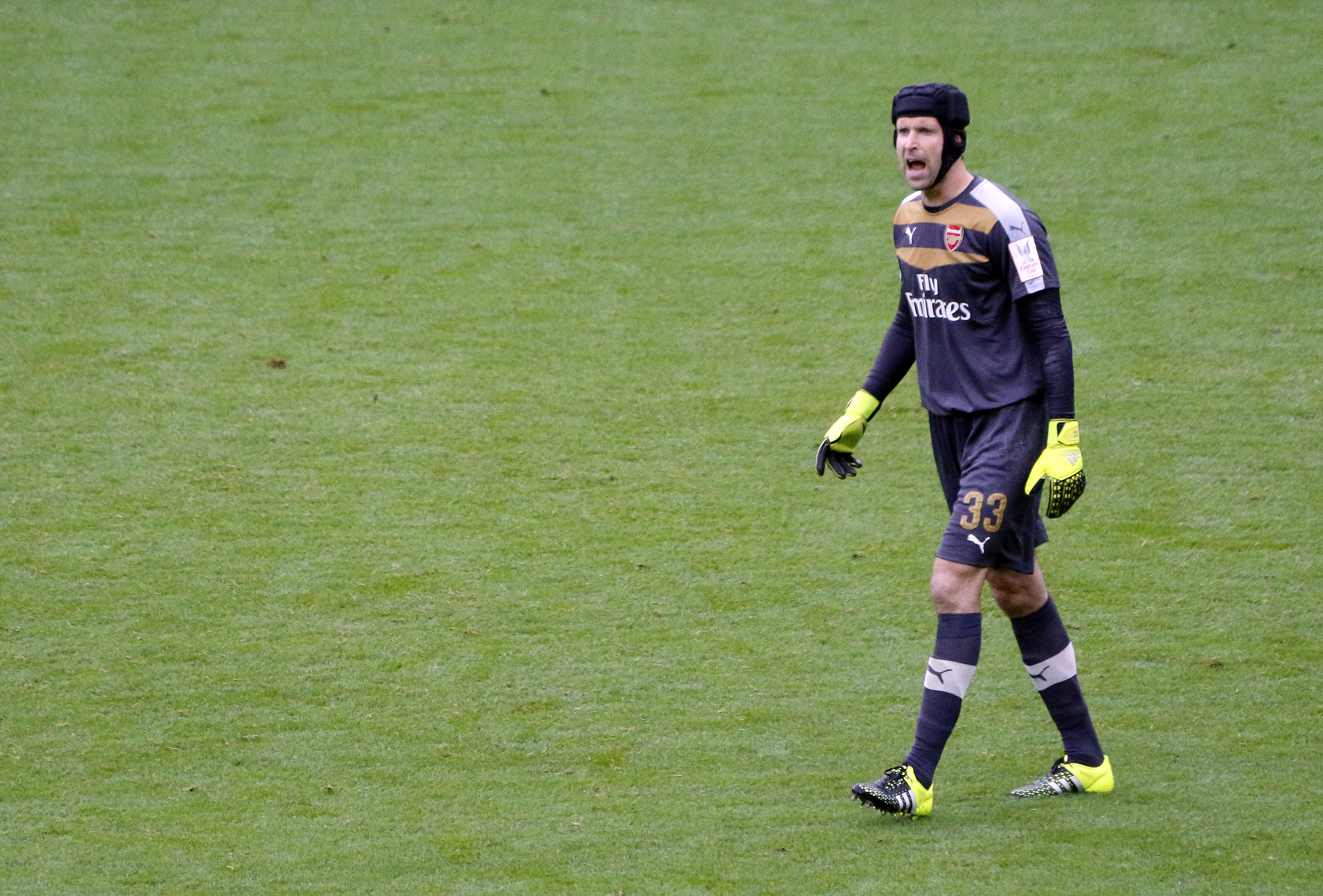
تشيك يلعب لأرسنال في كأس الإمارات 2015

وقع تشيك لمنافس تشيلسي في الدوري الإنجليزي الممتاز أرسنال على عقد مدته أربع سنوات في 29 يونيو 2015، مقابل رسوم تبلغ حوالي 10 ملايين جنيه إسترليني. وشهدت حركته تعرضه لتهديدات بالقتل من قبل عدد قليل من مشجعي تشيلسي. رحيل فويتشيك شتشيسني إلى روما على سبيل الإعارة جعل تشيك يصبح الحارس الأول للفريق متقدمًا على دافيد أوسبينا. في 2 أغسطس، فاز تشيك بأول لقب له مع أرسنال بعد فوزه على فريقه السابق تشيلسي 1–0 في درع الاتحاد الإنجليزي. بعد أسبوع، شارك لأول مرة في الدوري الإنجليزي الممتاز مع أرسنال في الهزيمة 2–0 على أرضه أمام وست هام يونايتد. في 20 أكتوبر، شارك لأول مرة في دوري أبطال أوروبا مع أرسنال في الفوز 2–0 على بايرن ميونخ.
حافظ تشيك على نظافة شباكه للمباراة رقم 170 في الدوري الإنجليزي الممتاز في الفوز 2–0 على بورنموث في 28 ديسمبر 2015، محققًا رقمًا قياسيًا جديدًا في الدوري وتجاوز حامل الرقم القياسي السابق ديفيد جيمس. في 2 مارس 2016، غاب بسبب إصابة في ربلة الساق أثناء اللعب ضد سوانزي سيتي. في 2 أبريل، عاد كبديل لم يشارك ضد واتفورد وعاد إلى أرض الملعب في 17 أبريل ضد كريستال بالاس في التعادل 1–1 وقاد أرسنال للفوز 500 في الدوري الإنجليزي الممتاز في 21 أبريل ضد وست بروميتش. بمناسبة نهاية موسمه الأول مع أرسنال، تم اختياره كأفضل حارس مرمى الدوري الإنجليزي الممتاز لهذا الموسم من قبل النقاد وفاز بجائزة القفاز الذهبي رغم أن دفاع فريقه كان ضعيف الأداء.

#### 2016–17: الفوز بكأس الاتحاد الإنجليزي
تم منح تشيك شارة القيادة لأرسنال في خسارتهم 4–3 في المباراة الافتتاحية على أرضهم أمام ليفربول. في سبتمبر 2016، شارك لمدة 90 دقيقة كاملة في هزيمة 3–0 أمام أرسنال أمام فريقه السابق تشيلسي في ملعب الإمارات. في 24 أبريل 2017، لعب تشيك في نصف نهائي كأس الاتحاد الإنجليزي 2016–17 ضد مانشستر سيتي على ملعب ويمبلي، والذي فاز فيه أرسنال 2–1. خلال هذا الموسم، تلقى تشيك انتقادات خفيفة بين مشجعي أرسنال لعدم قدرته على اللعب بالكرة بقدميه، لكنه في الوقت نفسه كان ثالث أكثر حارس تخليصا للكرات من قبل الحراس في الدوري الإنجليزي الممتاز برصيد 11 هدف محقق أظهر تحوله إلى «حارس كاسح». حمل تشيك شارة القيادة مرة أخرى في 10 مايو 2017 في الفوز 2–0 على ساوثهامبتون على ملعب ساينت ماري. غاب تشيك عن نهائي كأس الاتحاد الإنجليزي بسبب الإصابة، لكن أرسنال فاز على تشيلسي 2–1. فاز تشيك بكأس الاتحاد الإنجليزي للمرة الخامسة في مسيرته، وأصبح أرسنال النادي الأكثر نجاحًا في تاريخ المسابقة بفوزه بـ13 بطولة.

#### 2017–19: تحطيم الأرقام القياسية والاعتزال

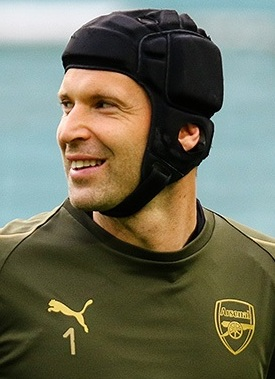
تشيك مع أرسنال في عام 2019

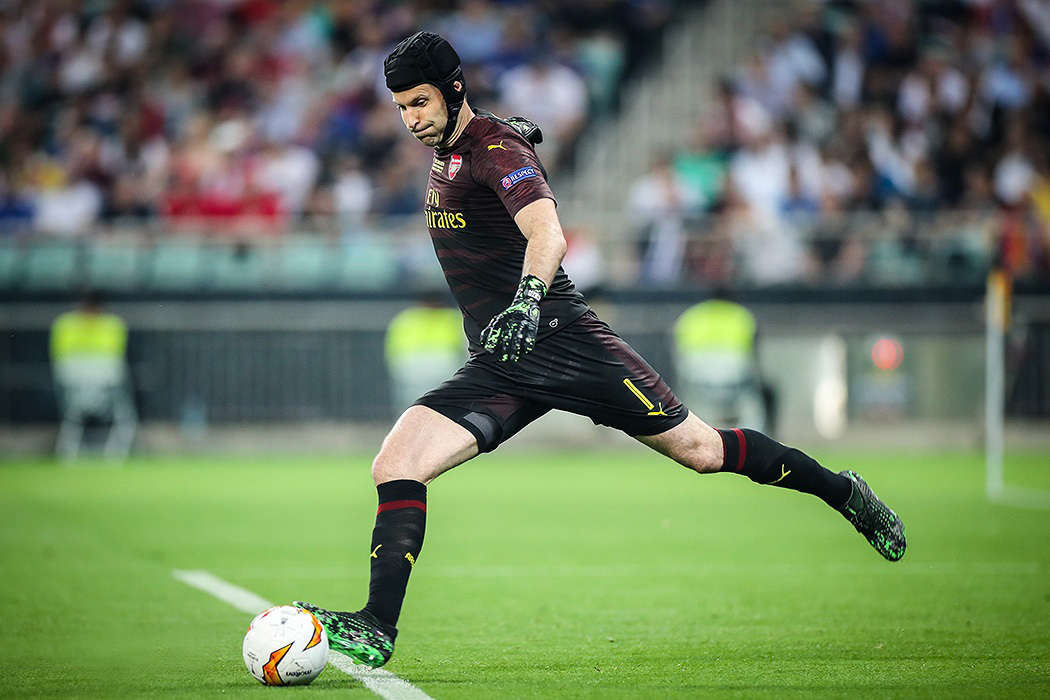
تشيك خلال مباراته الأخيرة كلاعب، في نهائي الدوري الأوروبي 2019

كان تشيك حارس مرمى أرسنال الأساسي في درع الاتحاد الإنجليزي، ضد ناديه السابق تشيلسي؛ بعد التعادل 1–1 بعد الوقت الأصلي، فاز أرسنال بالمباراة 4–1 بضربات الجزاء الترجيحية، حيث لم يتصدى أي من الحارس ركلة جزاء.
ثم حمل تشيك شارة القيادة لأرسنال في فوزهم 4–3 في يوم الافتتاح على أرضه أمام ليستر سيتي.
في 11 مارس 2018، أصبح تشيك أول حارس مرمى في الدوري الإنجليزي الممتاز يحافظ على نظافة شباكه في 200 مباراة، بعد مباراة ضد واتفورد تصدى فيها لركلة جزاء من تروي دييني.
بدأ تشيك الموسم كخيار أول في المرمى للمدرب الجديد أوناي إيمري، لكنه خسر مكانه لاحقًا أمام الوافد الجديد الألماني بيرند لينو بعد تعرضه لإصابة في أوتار الركبة خلال مباراة ضد واتفورد. في 15 يناير 2019، أعلن تشيك عبر رسالة عامة على تويتر أنه سيعتزل في نهاية الموسم. في 29 مايو، شارك للمرة الأخيرة في مسيرته في هزيمة أرسنال 4–1 أمام ناديه السابق تشيلسي في نهائي الدوري الأوروبي 2019.

## مسيرته الدولية

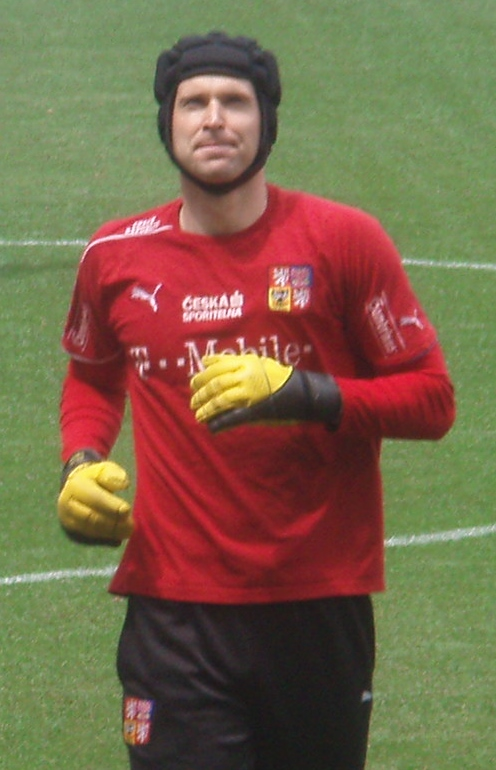
تشيك يلعب مع المنتخب التشيكي في 2010

مثّل تشيك بلاده لأول مرة في نوفمبر 1997 مع منتخب التشيك تحت 15 سنة، وشق طريقه عبر مختلف الفئات السنية قبل أن يشارك لأول مرة في مع التشيك في فبراير 2002. وقد برز لأول مرة عندما كان يبلغ من العمر 20 عامًا في 2002 في بطولة أوروبا تحت 21 سنة عندما كان بطولاته في ركلات الترجيح في النهائي ضد فرنسا، حيث سُجلّت فيه ركلة جزاء واحدة فقط، وحصلت التشيك على لقبها الأول على مستوى الشباب.
بعد ترسيخ نفسه كحارس مرمى الفريق الأول، تم اختيار تشيك في تشكيلة جمهورية التشيك في بطولة أمم أوروبا 2004. ساعدت تصديات تشيك فريقه على التقدم إلى الدور نصف النهائي، حيث خسروا أمام البطل في نهاية المطاف اليونان بقاعدة الهدف الفضي. تم اختياره في فريق كل النجوم كأفضل حارس مرمى في البطولة.
وتأهلت التشيك إلى نهائيات كأس العالم 2006 التي أقيمت في ألمانيا، ووُضعت في المجموعة الخامسة إلى جانب غانا وإيطاليا والولايات المتحدة. احتلت جمهورية التشيك المركز الثالث في مجموعتها، بعد فوزها 3–0 على الولايات المتحدة، وخسارتين أمام غانا وإيطاليا، بنتيجة 2–0 في كلتا المباراتين، وبالتالي لم تتأهل لمراحل خروج المغلوب من البطولة.[بحاجة لمصدر]
في 17 أكتوبر 2007، قاد تشيك التشيك في تصفيات بطولة أمم أوروبا 2008 في المجموعة الرابعة ضد ألمانيا. حافظ على شباكه نظيفة وهزمت التشيك ألمانيا خارج أرضهم 3–0 ليحجزوا مكانهم في النهائيات في النمسا وسويسرا. في آخر مباراة في المجموعات بالبطولة الأخيرة، تلقى تشيك ثلاث أهداف في آخر 15 دقيقة حيث قلب تركيا تأخرها بهدفين لتطيح بالتشيك.
في 29 مايو 2012، تم اختيار تشيك في تشكيلة جمهورية التشيك لبطولة أمم أوروبا 2012 في بولندا وأوكرانيا. في مباراة جمهورية التشيك بالمجموعات ضد اليونان، سمح ارتباك من تشيك لليونانيين بتسجيل هدف. لكن المباراة انتهت 2–1 لصالح جمهورية التشيك. تشيك أصبح القائد بدل القائد المصاب توماش روسيتسكي في المباراة الأخيرة في المجموعات ضد بولندا، حيث تأهلت جمهورية التشيك لدور الثمانية بفوزهم 1–0. استمرت قيادة تشيك في ربع النهائي، حيث خسر التشيك أمام البرتغال بهدف كريستيانو رونالدو في الدقيقة 79.
في 26 مارس 2013، شارك تشيك مع التشيك رقم 100، وحافظ على شباكه نظيفة في الفوز 3–0 على أرمينيا. عادل الرقم القياسي الوطني لزميله السابق كارل بوبورسكي في 17 نوفمبر 2015، عندما خاض مباراته رقم 118 في الخسارة 3–1 أمام جيرانه بولندا في فروتسواف. في 27 مايو التالي، كسر الرقم القياسي من خلال اللعب في مباراة ودية انتهت بالفوز 6–0 على مالطا.
في 8 يوليو 2016، أعلن تشيك اعتزاله كرة القدم الدولية. هو اللاعب الأكثر مشاركة في تاريخ المنتخب التشيكي، حيث خاض 124 مباراة دولية.

## حياته الشخصية
ولد تشيك كتوأم ثلاثي مع أخته ساركا وشقيق اسمه مايكل في بلزن، تشيكوسلوفاكيا. لديه جمجمة أضعف نتيجة كونه توأم ثلاثي.
تزوج تشيك من مارتينا دوليشوفا (مواليد 1982)، وهي أيضًا من الجنسية التشيكية، في يونيو 2003. ولديهما ابنة أديلة (مواليد 23 يناير 2008) وابن داميان (مواليد يونيو 2009).
إلى جانب لغته الأم التشيكية، يتحدث تشيك أيضًا الإنجليزية والفرنسية والألمانية والإيطالية والبرتغالية والإسبانية.

## الإحصائيات

### النادي
المصدر:
| النادي      | الموسم    | الدوري           | الدوري | الدوري  | الكأس الوطني | الكأس الوطني | كأس الدوري | كأس الدوري | أوروبا | أوروبا  | أخرى   | أخرى    | المجموع | المجموع |
| النادي      | الموسم    | الدرجة           | الظهور | الأهداف | الظهور       | الأهداف      | الظهور     | الأهداف    | الظهور | الأهداف | الظهور | الأهداف | الظهور  | الأهداف |
| ----------- | --------- | ---------------- | ------ | ------- | ------------ | ------------ | ---------- | ---------- | ------ | ------- | ------ | ------- | ------- | ------- |
| بلشاني      | 1999–2000 | الدوري التشيكي   | 2      | 0       | 1            | 0            | —          | —          | —      | —       | —      | —       | 3       | 0       |
| بلشاني      | 2000–01   | الدوري التشيكي   | 25     | 0       | 0            | 0            | —          | —          | —      | —       | —      | —       | 25      | 0       |
| بلشاني      | المجموع   | المجموع          | 27     | 0       | 1            | 0            | —          | —          | —      | —       | —      | —       | 28      | 0       |
| سبارتا براغ | 2001–02   | الدوري التشيكي   | 27     | 0       | 3            | 0            | —          | —          | 12     | 0       | —      | —       | 42      | 0       |
| سبارتا براغ | المجموع   | المجموع          | 27     | 0       | 3            | 0            | —          | —          | 12     | 0       | —      | —       | 42      | 0       |
| رين         | 2002–03   | الدوري الفرنسي   | 37     | 0       | 4            | 0            | 0          | 0          | —      | —       | —      | —       | 41      | 0       |
| رين         | 2003–04   | الدوري الفرنسي   | 33     | 0       | 3            | 0            | 1          | 0          | —      | —       | —      | —       | 37      | 0       |
| رين         | المجموع   | المجموع          | 70     | 0       | 7            | 0            | 1          | 0          | —      | —       | —      | —       | 78      | 0       |
| تشيلسي      | 2004–05   | الدوري الإنجليزي | 35     | 0       | 0            | 0            | 2          | 0          | 11     | 0       | 0      | 0       | 48      | 0       |
| تشيلسي      | 2005–06   | الدوري الإنجليزي | 34     | 0       | 0            | 0            | 0          | 0          | 7      | 0       | 1      | 0       | 42      | 0       |
| تشيلسي      | 2006–07   | الدوري الإنجليزي | 20     | 0       | 6            | 0            | 2          | 0          | 8      | 0       | 0      | 0       | 36      | 0       |
| تشيلسي      | 2007–08   | الدوري الإنجليزي | 26     | 0       | 1            | 0            | 3          | 0          | 9      | 0       | 1      | 0       | 40      | 0       |
| تشيلسي      | 2008–09   | الدوري الإنجليزي | 35     | 0       | 6            | 0            | 1          | 0          | 12     | 0       | 0      | 0       | 54      | 0       |
| تشيلسي      | 2009–10   | الدوري الإنجليزي | 34     | 0       | 2            | 0            | 0          | 0          | 6      | 0       | 1      | 0       | 43      | 0       |
| تشيلسي      | 2010–11   | الدوري الإنجليزي | 38     | 0       | 3            | 0            | 0          | 0          | 9      | 0       | 0      | 0       | 50      | 0       |
| تشيلسي      | 2011–12   | الدوري الإنجليزي | 34     | 0       | 7            | 0            | 2          | 0          | 13     | 0       | 0      | 0       | 56      | 0       |
| تشيلسي      | 2012–13   | الدوري الإنجليزي | 36     | 0       | 5            | 0            | 3          | 0          | 15     | 0       | 4      | 0       | 63      | 0       |
| تشيلسي      | 2013–14   | الدوري الإنجليزي | 34     | 0       | 1            | 0            | 0          | 0          | 10     | 0       | 1      | 0       | 46      | 0       |
| تشيلسي      | 2014–15   | الدوري الإنجليزي | 7      | 0       | 2            | 0            | 4          | 0          | 3      | 0       | 0      | 0       | 16      | 0       |
| تشيلسي      | المجموع   | المجموع          | 333    | 0       | 33           | 0            | 17         | 0          | 103    | 0       | 8      | 0       | 494     | 0       |
| أرسنال      | 2015–16   | الدوري الإنجليزي | 34     | 0       | 1            | 0            | 1          | 0          | 5      | 0       | 1      | 0       | 42      | 0       |
| أرسنال      | 2016–17   | الدوري الإنجليزي | 35     | 0       | 2            | 0            | 0          | 0          | 0      | 0       | 0      | 0       | 37      | 0       |
| أرسنال      | 2017–18   | الدوري الإنجليزي | 34     | 0       | 0            | 0            | 0          | 0          | 3      | 0       | 1      | 0       | 38      | 0       |
| أرسنال      | 2018–19   | الدوري الإنجليزي | 7      | 0       | 2            | 0            | 2          | 0          | 11     | 0       | 0      | 0       | 22      | 0       |
| أرسنال      | المجموع   | المجموع          | 110    | 0       | 5            | 0            | 3          | 0          | 19     | 0       | 2      | 0       | 139     | 0       |
| الإجمالي    | الإجمالي  | الإجمالي         | 567    | 0       | 49           | 0            | 21         | 0          | 134    | 0       | 10     | 0       | 781     | 0       |

1. ↑  تشمل درع الاتحاد الإنجليزي، كأس السوبر الأوروبي وكأس العالم للأندية.

### المنتخب
المصدر:
| التشيك  | التشيك | التشيك  |
| العام   | الظهور | الأهداف |
| ------- | ------ | ------- |
| 2002    | 7      | 0       |
| 2003    | 8      | 0       |
| 2004    | 13     | 0       |
| 2005    | 10     | 0       |
| 2006    | 10     | 0       |
| 2007    | 8      | 0       |
| 2008    | 9      | 0       |
| 2009    | 7      | 0       |
| 2010    | 6      | 0       |
| 2011    | 10     | 0       |
| 2012    | 10     | 0       |
| 2013    | 8      | 0       |
| 2014    | 6      | 0       |
| 2015    | 6      | 0       |
| 2016    | 6      | 0       |
| المجموع | 124    | 0       |

## الإنجازات
تشيلسي
- الدوري الإنجليزي الممتاز: 2004–05، 2005–06، 2009–10، 2014–15[154]
- كأس الاتحاد الإنجليزي: 2006–07،[155] 2008–09،[156] 2009–10،[157] 2011–12[158]
- كأس رابطة الأندية الإنجليزية المحترفة: 2004–05،[159] 2006–07،[160] 2014–15؛[161] الوصيف: 2007–08[162]
- درع الاتحاد الإنجليزي: 2005،[163] 2009[164]
- دوري أبطال أوروبا: 2011–12؛[165] الوصيف: 2007–08[166]
- الدوري الأوروبي: 2012–13[167]
- كأس العالم للأندية الوصيف: 2012[168]

أرسنال
- كأس الاتحاد الإنجليزي: 2016–17[169]
- درع الاتحاد الإنجليزي: 2015،[170] 2017[171]
- كأس رابطة الأندية الإنجليزية المحترفة الوصيف: 2017–18[172]
- الدوري الأوروبي: الوصيف 2018–19[173]

التشيك تحت 21 سنة
- بطولة أمم أوروبا تحت 21 سنة: 2002[174]

الفردية
- اللاعب الذهبي في بطولة أوروبا تحت 21 سنة: 2002[175]
- أفضل حارس مرمى في الدوري الفرنسي: الدوري الفرنسي 2003–04[176]
- أكثر من حافظ على نظافة شباكة في الدوري التشيكي: 2001–02[177]
- فريق البطولة في بطولة أمم أوروبا: 2004[178]
- جائزة القفاز الذهبي في الدوري الإنجليزي الممتاز: 2004–05، 2009–10، 2013–14، 2015–16[154]
- فريق العام من اتحاد لاعبي كرة القدم المحترفين: 2004–05،[179] 2013–14[180]
- لاعب العام في التشيك: 2005،[181] 2008،[182] 2009،[183] 2010، 2011، 2012، 2013، 2015، 2016[182]
- الكرة الذهبية التشيكية: 2005، 2006، 2007، 2008، 2010، 2011، 2012، 2013، 2014، 2016، 2017، 2018[184]
- جائزة أفضل حارس من الاتحاد الدولي لتاريخ وإحصاءات كرة القدم: 2005[185]
- جائزة أفضل حارس مرمى في أوروبا: 2005، 2007، 2008، 2012[بحاجة لمصدر]
- جوائز الاتحاد الأوروبي لكرة القدم أفضل حارس: 2005، 2007، 2008[186]
- جائزة اليويفا لأفضل فريق: 2005[186]
- فريق العام من وسائل الإعلام الرياضية الأوروبية: 2004–05، 2005–06[187]
- لاعب الشهر في الدوري الإنجليزي الممتاز: مارس 2007[154]
- لاعب العام في تشيلسي: 2010–11[188]
- فيفبرو الفريق الخامس: 2013[189]
- لاعب الشهر في الرابطة الوطنية لهوكي الجليد: يناير 2020[190]

الأوسمة
- الميدالية الفضية الفخرية من جان مازاريك: 2019[191][192]

## الأرقام القياسية
- أكثر من فاز بجائزة القفاز الذهبي في الدوري الإنجليزي: 4 مرات (بالتشارك مع جو هارت)[193]
- أكثر من حافظ على نظافة شباكه في الدوري الإنجليزي: 202 نظافة شباك.[194]
- أكثر من حافظ على نظافة شباكه في الدوري الإنجليزي مع نادي واحد: 162 مع تشيلسي.[195]
- أكثر من حافظ على نظافة شباكه في الدوري الإنجليزي في موسم واحد: 24 في 2004–05.[196]
- أول حارس مرمى في الدوري الإنجليزي يحافظ على نظافة شباكة في 200 مباراة.[197]
- أول حارس مرمى في الدوري الإنجليزي يحافظ على نظافة شباكة لـ1000 دقيقة.[195]
- أسرع حارس مرمى في الدوري الإنجليزي الممتاز يصل إلى 50 نظافة شباك: في 82 مباراة.[198][199]
- أسرع حارس مرمى في الدوري الإنجليزي الممتاز يصل إلى 100 نظافة شباك: 180 مباراة.[200]
- هو حارس المرمى الوحيد الذي فاز بلقب القفاز الذهبي في الدوري الإنجليزي الممتاز مع أندية مختلفة.[195]
- أكثر من شارك مع منتخب التشيك لكرة القدم: 124 مباراة.[201]
- أكثر من فاز بجائزة أفضل لاعب تشيكي: 9 فوز.[202]
- أكثر من فاز بجائزة الكرة الذهبية التشيكية: 11 فوز.[203]
- أكثر لاعب تشيكي شارك في دوري أبطال أوروبا: 111 مباراة.[204]
- أكثر لاعب أجنبي مشاركة مع تشيلسي في الدوري الإنجليزي الممتاز: 333 مباراة.[205]
- أكثر لاعب أجنبي فوزًا مع تشيلسي في الدوري الإنجليزي الممتاز: 219 فوز.[205]
- أكثر لاعب أجنبي مشاركة مع تشيلسي: 494 مباراة.[206]
- أكثر لاعب أجنبي تصدى لركلات جزاء مع تشيلسي: 8 ركلات جزاء.[207]
- أكثر لاعب شارك في مباريات كأساسي مع تشيلسي: 63 مباراة في 2012–13.[208]
- أكثر لاعب شارك في نهائيات كؤوس من تشيلسي: 14 (بالتشارك مع فرانك لامبارد).[208]
- أكثر حارس حافظ على نظافة شباكه مع تشيلسي: 227.[207]
- أكثر حارس حافظ على نظافة شباكه في موسم واحد مع تشيلسي: 28 نظافة شباك في 2004–05.[209]
- أكثر حارس حافظ على نظافة شباكه بشكل متتالي مع تشيلسي: 7 في 2005–06 (رقم قياسي مشترك).[207]
- أكثر حارس حافظ على نظافة شباكه في بشكل متتالي على أرضه مع تشيلسي: 9 في 2009–10 – 2010–11 (رقم قياسي مشترك).[207]
- أكثر حارس حافظ على نظافة شباكه في بشكل متتالي على أرضه مع تشيلسي في جميع البطولات: 10 في 2009–10.[207]
- أكثر من حافظ على نظافة شباكه بشكل متتالي مع تشيلسي: 10 في 2004–05.[207]
- أكثر من حافظ على نظافة شباكه في موسم واحد مع تشيلسي: 24 مباراة في 2004–05.[207]
- أكثر من حافظ على نظافة شباكه خارج الأرض مع تشسلسي في موسم واحد مع تشيلسي: 11 في 2004–05 و2005–06.[207]
- جوائز الاتحاد الأوروبي لكرة القدم لأفضل حارس: 3 مرات
- واحد من أربعة حراس شاركوا تواجدوا بشكل متتالي في فريق العام لوسائل الإعلام الرياضية الأوروبية (بالتشارك مع أنجلو بيروتزي، أوليفر كان، ومانويل نوير).

## الملاحظات
1. ↑  استمر هذا الرقم القياسي حتى عام 2009، عندما تم كسره من قبل أدوين فان در سار.[21]

1. ↑  انظر[3][4][5][6][7][8][9][10][11][12][13][14][15][16]
2. ↑  انظر[3][4][5][6][7][8][9][10]

## وصلات خارجية
- بيتر تشيك على موقع الاتحاد الدولي (مؤرشف)  (الإنجليزية)
- بيتر تشيك على موقع الاتحاد الأوربي (الإنجليزية)
- بيتر تشيك على موقع قاعدة بيانات كرة القدم.إي يو (الإنجليزية)
- بيتر تشيك على موقع بيانات كرة القدم. دي إي (الألمانية)
- بيتر تشيك على موقع ناشيونال فوتبول تيمز (الإنجليزية)
- بيتر تشيك على موقع Soccerbase.com (لاعب) (الإنجليزية)
- بيتر تشيك على موقع Soccerway.com (الإنجليزية)
- بيتر تشيك على موقع عالم كرة القدم.نت (الإنجليزية)
- بيتر تشيك على موقع كووورة
- بيتر تشيك على موقع EliteProspects.com (الإنجليزية)